# Różaniec (województwo dolnośląskie)
Różaniec – osada w Polsce położona w województwie dolnośląskim, w powiecie wrocławskim, w gminie Kąty Wrocławskie.
W latach 1975–1998 miejscowość należała administracyjnie do województwa wrocławskiego.

## Zabytki
Do wojewódzkiego rejestru zabytków wpisany jest:
- zespół pałacowy, z XVIII-XX w. w Sośnicy - Różaniec:
  - pałac
  - park
  - folwark.